# プレイランド
プレイランド（Playland）は、アメリカ合衆国ニューヨーク州ウエストチェスター郡ライにある遊園地。アメリカで唯一、郡が運営する遊園地である。
ニューヨーク郊外ウエストチェスターの住人からとても愛されており、現在は夏のみ営業している。

## 歴史
1800年代後半、ニューヨーク州からコネチカット州にかけての海岸線とロングアイランドの海岸線で、リゾート開発が活発になった。このとき、ウエストチェスター郡の大西洋沿岸でも盛んにホテルなどが建築された。
ウェストチェスターの住民は、郡を動かし、自分たちの楽しめる遊園地の設立を模索した。
郡は、既存のライ・ビーチとパラダイス・パークを買収し、現在のプレイランドを作り上げた。
1928年5月26日にオープン。その当時から、ボードウォーク、アイススケート・リンク、スイミング・プール、2つのビーチ、アミューズメント・パークなどが運営され、現在と同じ規模だった。その中のいくつかの施設は現在も使われている。
1987年、プレイランドは、ナショナル・ヒストリック・ランドマークに登録された。

## 映画
プレイランドは、いくつかの映画に登場する。
- The Muppets Takes Manhattan (1984)
- ビッグ (1988)
- 危険な情事 (1987)
- ギター弾きの恋 (1999)
- Tenderness (2008)